# John hurrikán (1994)

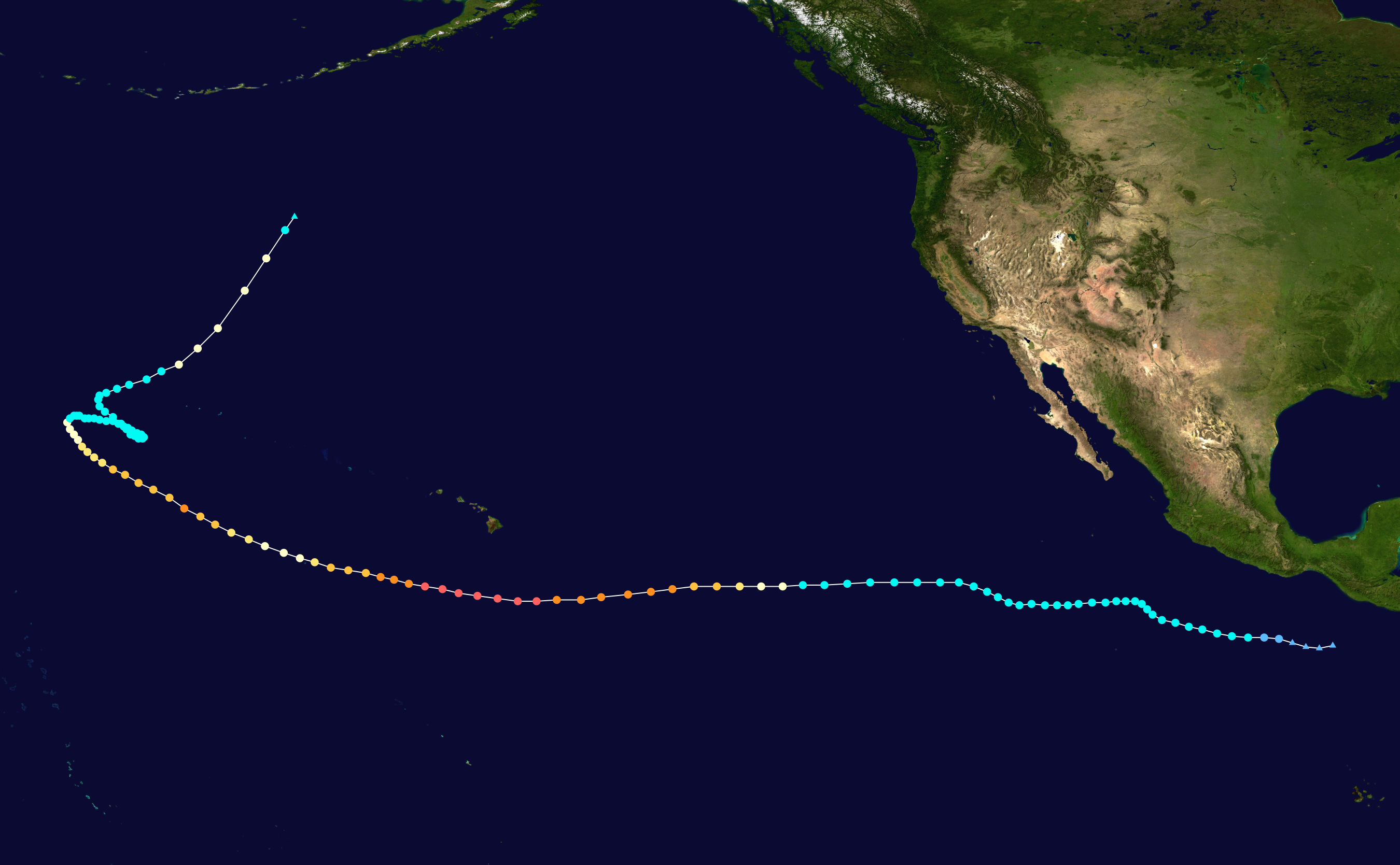
John rekordot döntő útja

A John hurrikán, más néven John tájfun a valaha észlelt legtovább tartó és legmesszebb elérő trópusi ciklon volt. John az 1994-es csendes-óceáni hurrikánszezonban jött létre, ami az átlagon felül is aktív volt az 1994–1995-ös El Niño-szezonban. A vihar a legerősebb idejében a Saffir–Simpson-féle hurrikánskála szerint 5. erősségű hurrikán volt, ami a legmagasabb elérhető kategória.
Létezése során John 13 280 km-es utat tett meg a Csendes-óceán keleti felétől a nyugati végéig, majd vissza az óceán közepéig. Összesen 31 napig tartott. Mivel az óceán keleti és nyugati partjánál is tombolt, John azon kevés ciklon közé tartozott, mely egyszerre számított hurrikánnak és tájfunnak is. Annak ellenére, hogy egy egész hónapig aktív volt, John alig ért el szárazföldi területeket, kis hatása volt Hawaii szigeteinél és az USA katonai bázisánál, a Johnston-atollnál. Maradványai később elérték Alaszkát.

## Meteorológiai története
Az amerikai Nemzeti Hurrikán Központ (NHC) szerint John egy trópusi hullámból jött létre, mely Afrika partjait 1994. július 25-én hagyta el. A hullám áthaladt az Atlanti-óceánon és a Karib-tengeren mindenféle változás nélkül, majd áthaladt Közép-Amerikán, és augusztus 8-án érte el a Csendes-óceánt. Itt fokozatosan növekedett, míg az NHC Ten-E  trópusi depressziónak nem minősítette augusztus 11-én. A rendszer nyugat felé és a mexikói Acapulcótól dél-délkeleti irányba haladt. Még a nap folyamán trópusi viharrá minősítették, és a  John nevet kapta.
Egy a Csendes-óceán északkeleti része felett húzódó magas légnyomású terület miatt Johnnak nyugatra kellett fordulnia,  ahol egy felső légköri szélnyírás megfogta a trópusi vihart. Az intenzitása jelentősen változott, ahogy a nyírás magassága változott. A nyírás nem egyszer elvitte John elől a felhőket, és így már majdnem visszagyengült trópusi depresszióvá. Azonban miután nyolc napig a Csendes-óceán felett nyugatra haladt, a nyírás augusztus 19-én jelentősen lecsökkent, és John ismét megerősödött, és PDT szerint 17:00 órakor hurrikánná minősítették. Augusztus 19-én és 20-án 18 óra alatt John az 1-es kategóriájú hurrikánból 3-as kategóriájú nagy hurrikánná erősödött, Augusztus 20-án 11:00 órakor John átment a Csendes-óceán középső részére, ami az első medenceváltás volt John történetében.
Miután bejutott a Csendes-óceán középső részére, John elhagyta az NHC által ellenőrzött területeket, és innentől a Közép-csendes-óceáni Hurrikán Központ (CPHC) vette át a megfigyelését. Ahogy a vihar haladt nyugat felé, John a Hawaii-szigetektől délre észlelt egyre inkább kedvező helyzet hatására ismét erősödött. Augusztus 22-én Johnt a Saffir–Simpson-hurrikánskálán 5-ös erősségű, legerősebb besorolású viharrá minősítették. Hawaii idő szerint ezen a napon érte el a legnagyobb intenzitását, mikor az egyperces széllökések sebessége elérte a 280 km/h-t is. Ugyanekkor a központi legalacsonyabb központi nyomás mértéke 929 mbar volt. Szintén augusztus 22-én történt, helyi idő szerint, hogy John a leginkább megközelítette Hawaii szigeteit. Ekkor 500 km-re délre fújt tőlük. Néha úgy tűnt, hogy északra fordul, és érinti a szigeteket, de az itt szokásos időjárási viszonyok Johnt a szigettől délre tartották. Ennek ellenére a hatások széle elérte a szigeteket, ahol heves esőzéseket és nagy erejű szelet lehetett megtapasztalni.

## Fordítás
Ez a szócikk részben vagy egészben  a   Hurricane John (1994) című angol Wikipédia-szócikk fordításán alapul.  Az eredeti cikk szerkesztőit annak laptörténete sorolja fel. Ez a jelzés csupán a megfogalmazás eredetét és a szerzői jogokat jelzi, nem szolgál a cikkben szereplő információk forrásmegjelöléseként.